# Flindersia dissosperma
Flindersia dissosperma là một loài thực vật có hoa trong họ Cửu lý hương. Loài này được (F.Muell.) Domin mô tả khoa học đầu tiên năm 1927.